# Club Brugge in het seizoen 2025/26
Dit artikel beschrijft de prestaties van voetbalclub Club Brugge in het seizoen 2025/26.

## Spelerskern
| Nr.           | Naam                 | Nationaliteit | Geboortedatum | Vorige club             |
| ------------- | -------------------- | ------------- | ------------- | ----------------------- |
| Doelmannen    |                      |               |               |                         |
| 16            | Dani van den Heuvel  | Nederland     | 28-05-2003    | Leeds United            |
| 22            | Simon Mignolet       | België        | 06-03-1988    | Liverpool FC            |
| 29            | Nordin Jackers       | België        | 05-09-1997    | OH Leuven               |
| Verdedigers   |                      |               |               |                         |
| 2             | Zaid Romero          | Argentinië    | 15-12-1999    | Estudiantes             |
| 4             | Joel Ordóñez         | Ecuador       | 21-04-2004    | Independiente del Valle |
| 14            | Bjorn Meijer         | Nederland     | 18-03-2003    | FC Groningen            |
| 24            | Vince Osuji          | Nigeria       | 06-04-2006    | Kalmar FF               |
| 41            | Hugo Siquet          | België        | 09-07-2002    | SC Freiburg             |
| 44            | Brandon Mechele      | België        | 28-01-1993    | eigen jeugd             |
| 58            | Jorne Spileers       | België        | 21-01-2005    | eigen jeugd             |
| 64            | Kyriani Sabbe        | België        | 26-01-2005    | eigen jeugd             |
| 65            | Joaquin Seys         | België        | 28-03-2005    | eigen jeugd             |
| Middenvelders |                      |               |               |                         |
| 6             | Ludovit Reis         | Nederland     | 01-06-2000    | Hamburger SV            |
| 10            | Hugo Vetlesen        | Noorwegen     | 29-02-2000    | FK Bodø/Glimt           |
| 11            | Cisse Sandra         | België        | 16-12-2003    | Eigen jeugd             |
| 15            | Raphael Onyedika     | Nigeria       | 19-01-2001    | FC Midtjylland          |
| 20            | Hans Vanaken         | België        | 24-08-1992    | KSC Lokeren             |
| 25            | Aleksandar Stanković | Servië        | 03-08-2005    | Internazionale          |
| 62            | Lynnt Audoor         | België        | 13-10-2003    | Eigen jeugd             |
| 70            | Alejandro Granados   | Spanje        | 30-05-2006    | Eigen jeugd             |
| Aanvallers    |                      |               |               |                         |
| 7             | Nicolò Tresoldi      | Duitsland     | 20-02-2004    | Hannover 96             |
| 8             | Christos Tzolis      | Griekenland   | 30-01-2002    | Fortuna Düsseldorf      |
| 9             | Carlos Forbs         | Portugal      | 19-03-2004    | AFC Ajax                |
| 17            | Romeo Vermant        | België        | 24-01-2004    | eigen jeugd             |
| 19            | Gustaf Nilsson       | Zweden        | 23-05-1997    | Union Sint-Gillis       |
| 21            | Michał Skóraś        | Polen         | 15-02-2000    | Lech Poznań             |
| 67            | Mamadou Diakhon      | Frankrijk     | 22-09-2005    | Stade de Reims          |
| 84            | Shandre Campbell     | Zuid-Afrika   | 15-07-2005    | Supersport United       |
| 87            | Kaye Furo            | België        | 06-02-2007    | eigen jeugd             |

- = Aanvoerder

### Technische en Medische staf
| Functie                            | Naam                  | Nationaliteit | Opmerking |
| ---------------------------------- | --------------------- | ------------- | --------- |
| Hoofdcoach                         | Nicky Hayen           | België        |           |
| Player Development Coach           | Joseph Akpala         | Nigeria       |           |
| Team Development Coach             | Jonathan Alves        | België        |           |
| Game Preparation Coach             | Hayk Milkon           | België        |           |
| Pathway Coach                      | Mitch Delcour         | België        |           |
| Goalkeeper Coach                   | Wouter Biebauw        | België        |           |
| Individual Performance Coordinator | Carl Vandenbussche    | België        |           |
| Performance analyst                | Omar Bautista         | Mexico        |           |
| Head of Physical                   | Eddie Rob             | België        |           |
| Sport Scientist                    | Sander Denolf         | België        |           |
| Head of Analysis                   | Matthias Bernaert     | België        |           |
| Set Pieces Analyst                 | Jarne Kesteloot       | België        |           |
| Team & Player Development Analyst  | Niels Vanden Wyngaert | België        |           |
| Teammanager                        | Michael Vijverman     | België        |           |
| Sportdiëtiste                      | Bernice Stynen        | België        |           |
| Kinesist                           | Leen Van Damme        | België        |           |
| Kinesist                           | Senne Van Dessel      | België        |           |
| Kinesist                           | Arno Parmentier       | België        |           |
| Kinesist                           | David Bombeke         | België        |           |
| Masseur                            | Ronny Werbrouck       | België        |           |
| Masseur                            | Joachim Schoonacker   | België        |           |
| Teamdokter                         | Bruno Vanhecke        | België        |           |
| Teamdokter                         | Thomas Tampere        | België        |           |
| Team Support                       | Pascal Plovie         | België        |           |
| Assistant Kit Manager              | Eddy Haes             | België        |           |
| Sportdiëtiste                      | Bernice Stynen        | België        |           |
| Kitmanager                         | Patrick De Baets      | België        |           |

## Uitrustingen
Shirtsponsor(s): Betfirst.sport, Allianz

Sportmerk: Castore
| Thuis |  | Uit |

## Transfers

### Zomer
| Naam                 | Nationaliteit | Van/naar               | Type       |
| -------------------- | ------------- | ---------------------- | ---------- |
| Inkomend             |               |                        |            |
| Nicolò Tresoldi      | Duitsland     | Hannover 96            | Gekocht    |
| Ludovit Reis         | Nederland     | Hamburger SV           | Gekocht    |
| Carlos Forbs         | Portugal      | AFC Ajax               | Gekocht    |
| Aleksandar Stanković | Servië        | Internazionale         | Gekocht    |
| Mamadou Diakhon      | Frankrijk     | Stade de Reims         | Gekocht    |
| Cisse Sandra         | België        | Willem II              | Einde huur |
| Josef Bursik         | Engeland      | Hibernian FC           | Einde huur |
| Uitgaand             |               |                        |            |
| Ferran Jutglà        | Spanje        | Celta de Vigo          | Verkocht   |
| Casper Nielsen       | Denemarken    | Standard Luik          | Verkocht   |
| Maxim De Cuyper      | België        | Brighton & Hove Albion | Verkocht   |
| Chemsdine Talbi      | Marokko       | Sunderland AFC         | Verkocht   |
| Ardon Jashari        | Zwitserland   | AC Milan               | Verkocht   |

### Winter
| Naam     | Nationaliteit | Van/naar | Type |
| -------- | ------------- | -------- | ---- |
| Inkomend |               |          |      |
| Uitgaand |               |          |      |

## Oefenwedstrijden
Hieronder een overzicht van de oefenwedstrijden die Club Brugge in de aanloop naar en tijdens het seizoen 2025/26 zal spelen.
| Datum      | Thuis/Uit | Tegenstander                   | Score | Doelpuntenmaker(s) Club Brugge |
| ---------- | --------- | ------------------------------ | ----- | ------------------------------ |
| 28-06-2025 | Thuis     | KV Kortrijk (II)               | 2 - 0 | Osujii (2x)                    |
| 06-07-2025 | Uit       | Rangers FC                     | 2 - 2 | Vetlesen, Reis                 |
| 11-07-2025 | Thuis     | Raków Częstochowa              | 1 - 1 | Reis                           |
| 16-07-2025 | Thuis     | NK Lokomotiva Zagreb           | 3 - 0 | Vanaken, Vetlesen, Campbell    |
| 23-07-2025 | Thuis     | Patro Eisden Maasmechelen (II) | 1 - 3 | Reis                           |

## Belgische Supercup
| Wedstrijddetails                                                                        | Thuisploeg        | Uitslag           | Uitploeg                        | Opstelling | Kaarten              |
| --------------------------------------------------------------------------------------- | ----------------- | ----------------- | ------------------------------- | --- | -------------------- |
| 20 juli 2025 18:30 Joseph Marienstadion Vorst Ref.: Lawrence Visser Toeschouwers: 8.500 | Union Sint-Gillis | 1 – 2             | Club Brugge                     | Mignolet Spileers (87' Romero), Ordóñez, Mechele, Seys (81' Meijer) Onyedika, Reis (74' Audoor), Vanaken Vetlesen (74' Sandra), Vermant (80' Tresoldi), Tzolis | 45' Seys 55' Ordóñez |
| 20 juli 2025 18:30 Joseph Marienstadion Vorst Ref.: Lawrence Visser Toeschouwers: 8.500 | Ivanović 15'      | 1 – 0 1 – 1 1 – 2 | 31' (pen.) Tzolis 45+1' Vanaken | Mignolet Spileers (87' Romero), Ordóñez, Mechele, Seys (81' Meijer) Onyedika, Reis (74' Audoor), Vanaken Vetlesen (74' Sandra), Vermant (80' Tresoldi), Tzolis | 45' Seys 55' Ordóñez |

## Jupiler Pro League

### Reguliere competitie

#### Wedstrijden
| Jupiler Pro League                                                                                       |                              |                   |                   | |                            |
| Wedstrijddetails                                                                                         | Thuisploeg                   | Uitslag           | Uitploeg          | Opstelling | Kaarten                    |
| Heenronde                                                                                                |                              |                   |                   | |                            |
| 27 juli 2025 18:30 Jan Breydelstadion Brugge Ref.: Jasper Vergoote Toeschouwers: 24.073                  | Club Brugge                  | 2 – 1             | KRC Genk          | Mignolet Spileers (60' Meijer), Ordóñez, Mechele, Seys Onyedika (90' Audoor), Reis (46' Skóraś), Vanaken Vetlesen (46' Forbs), Vermant (82' Tresoldi), Tzolis  | 69' Mechele 90+3' Ordóñez  |
| 27 juli 2025 18:30 Jan Breydelstadion Brugge Ref.: Jasper Vergoote Toeschouwers: 24.073                  | Ordóñez 62' Mechele 81'      | 0 – 1 1 – 1 2 – 1 | 9' Oh             | Mignolet Spileers (60' Meijer), Ordóñez, Mechele, Seys Onyedika (90' Audoor), Reis (46' Skóraś), Vanaken Vetlesen (46' Forbs), Vermant (82' Tresoldi), Tzolis  | 69' Mechele 90+3' Ordóñez  |
| 1 augustus 2025 20:45 AFAS Stadion Achter de Kazerne Mechelen Ref.: Erik Lambrechts Toeschouwers: 14.275 | KV Mechelen                  | 2 – 1             | Club Brugge       | Jackers Spileers, Romero (59' Meijer), Mechele, Seys Onyedika (79' Stanković), Reis (59' Tresoldi), Vanaken Vetlesen (60' Forbs), Vermant (60' Skóraś), Tzolis |                            |
| 1 augustus 2025 20:45 AFAS Stadion Achter de Kazerne Mechelen Ref.: Erik Lambrechts Toeschouwers: 14.275 | Mrabti 7' Schoofs 51' (pen.) | 1 – 0 2 – 0 2 – 1 | 68' Tzolis        | Jackers Spileers, Romero (59' Meijer), Mechele, Seys Onyedika (79' Stanković), Reis (59' Tresoldi), Vanaken Vetlesen (60' Forbs), Vermant (60' Skóraś), Tzolis |                            |
| 9 augustus 2025 16:00 Jan Breydelstadion Brugge Ref.: Lothar D'hondt Toeschouwers: 22.332                | Club Brugge                  | 2 – 0             | Cercle Brugge     | Jackers Siquet (61' Seys), Spileers, Mechele, Meijer (61' Sabbe) Stanković (72' Onyedika), Vetlesen (46' Reis), Vanaken Sandra, Vermant (79' Tresoldi), Tzolis | 62' Stanković 68' Reis     |
| 9 augustus 2025 16:00 Jan Breydelstadion Brugge Ref.: Lothar D'hondt Toeschouwers: 22.332                | Vanaken 59' Tzolis 63'       | 1 – 0 2 – 0       |                   | Jackers Siquet (61' Seys), Spileers, Mechele, Meijer (61' Sabbe) Stanković (72' Onyedika), Vetlesen (46' Reis), Vanaken Sandra, Vermant (79' Tresoldi), Tzolis | 62' Stanković 68' Reis     |
| 16 augustus 2025 16:00 Elindus Arena Waregem Ref.: Jan Boterberg Toeschouwers: 11.234                    | Zulte Waregem                | 0 – 1             | Club Brugge       | Jackers Siquet (66' Sabbe), Spileers, Mechele, Meijer (66' Seys) Stanković, Reis (66' Onyedika), Vanaken Sandra (83' Campbell), Tresoldi (75' Vermant), Tzolis | 84' Campbell 90+3' Vermant |
| 16 augustus 2025 16:00 Elindus Arena Waregem Ref.: Jan Boterberg Toeschouwers: 11.234                    |                              | 0 – 1             | 90+2' Campbell    | Jackers Siquet (66' Sabbe), Spileers, Mechele, Meijer (66' Seys) Stanković, Reis (66' Onyedika), Vanaken Sandra (83' Campbell), Tresoldi (75' Vermant), Tzolis | 84' Campbell 90+3' Vermant |
| (1) Jan Breydelstadion Brugge Ref.: Toeschouwers:                                                        | Club Brugge                  | –                 | Westerlo          | |                            |
| (1) Jan Breydelstadion Brugge Ref.: Toeschouwers:                                                        |                              |                   |                   | |                            |
| 31 augustus 2025 13:30 Planet Group arena Gent Ref.: Toeschouwers:                                       | AA Gent                      | –                 | Club Brugge       | |                            |
| 31 augustus 2025 13:30 Planet Group arena Gent Ref.: Toeschouwers:                                       |                              |                   |                   | |                            |
| 13 september 2025 13:30 Easi Arena La Louvière Ref.: Toeschouwers:                                       | La Louvière                  | –                 | Club Brugge       | |                            |
| 13 september 2025 13:30 Easi Arena La Louvière Ref.: Toeschouwers:                                       |                              |                   |                   | |                            |
| 19-21 september 2025 Jan Breydelstadion Brugge Ref.: Toeschouwers:                                       | Club Brugge                  | –                 | STVV              | |                            |
| 19-21 september 2025 Jan Breydelstadion Brugge Ref.: Toeschouwers:                                       |                              |                   |                   | |                            |
| 26-28 september 2025 Maurice Dufrasnestadion Luik Ref.: Toeschouwers:                                    | Standard Luik                | –                 | Club Brugge       | |                            |
| 26-28 september 2025 Maurice Dufrasnestadion Luik Ref.: Toeschouwers:                                    |                              |                   |                   | |                            |
| 3-5 oktober 2025 Jan Breydelstadion Brugge Ref.: Toeschouwers:                                           | Club Brugge                  | –                 | Union Sint-Gillis | |                            |
| 3-5 oktober 2025 Jan Breydelstadion Brugge Ref.: Toeschouwers:                                           |                              |                   |                   | |                            |
| 17-19 oktober 2025 King Power at Den Dreef Stadion Heverlee Ref.: Toeschouwers:                          | OH Leuven                    | –                 | Club Brugge       | |                            |
| 17-19 oktober 2025 King Power at Den Dreef Stadion Heverlee Ref.: Toeschouwers:                          |                              |                   |                   | |                            |
| 24-26 oktober 2025 Bosuilstadion Antwerpen Ref.: Toeschouwers:                                           | Antwerp                      | –                 | Club Brugge       | |                            |
| 24-26 oktober 2025 Bosuilstadion Antwerpen Ref.: Toeschouwers:                                           |                              |                   |                   | |                            |
| 31 oktober - 2 november 2025 Jan Breydelstadion Brugge Ref.: Toeschouwers:                               | Club Brugge                  | –                 | Dender EH         | |                            |
| 31 oktober - 2 november 2025 Jan Breydelstadion Brugge Ref.: Toeschouwers:                               |                              |                   |                   | |                            |
| 7-9 november 2025 Lotto Park Anderlecht Ref.: Toeschouwers:                                              | Anderlecht                   | –                 | Club Brugge       | |                            |
| 7-9 november 2025 Lotto Park Anderlecht Ref.: Toeschouwers:                                              |                              |                   |                   | |                            |
| 21-23 november 2025 Jan Breydelstadion Brugge Ref.: Toeschouwers:                                        | Club Brugge                  | –                 | Charleroi         | |                            |
| 21-23 november 2025 Jan Breydelstadion Brugge Ref.: Toeschouwers:                                        |                              |                   |                   | |                            |
| Terugronde                                                                                               |                              |                   |                   | |                            |
| 28-30 november 2025 Jan Breydelstadion Brugge Ref.: Toeschouwers:                                        | Club Brugge                  | –                 | Antwerp           | |                            |
| 28-30 november 2025 Jan Breydelstadion Brugge Ref.: Toeschouwers:                                        |                              |                   |                   | |                            |
| 5-7 december 2025 Stayen Sint-Truiden Ref.: Toeschouwers:                                                | STVV                         | –                 | Club Brugge       | |                            |
| 5-7 december 2025 Stayen Sint-Truiden Ref.: Toeschouwers:                                                |                              |                   |                   | |                            |
| 12-14 december 2025 Dender Football Complex Denderleeuw Ref.: Toeschouwers:                              | Dender EH                    | –                 | Club Brugge       | |                            |
| 12-14 december 2025 Dender Football Complex Denderleeuw Ref.: Toeschouwers:                              |                              |                   |                   | |                            |
| 19-21 december 2025 Jan Breydelstadion Brugge Ref.: Toeschouwers:                                        | Club Brugge                  | –                 | AA Gent           | |                            |
| 19-21 december 2025 Jan Breydelstadion Brugge Ref.: Toeschouwers:                                        |                              |                   |                   | |                            |
| 26-28 december 2025 Cegeka Arena Genk Ref.: Toeschouwers:                                                | KRC Genk                     | –                 | Club Brugge       | |                            |
| 26-28 december 2025 Cegeka Arena Genk Ref.: Toeschouwers:                                                |                              |                   |                   | |                            |
| 16-18 januari 2026 Jan Breydelstadion Brugge Ref.: Toeschouwers:                                         | Club Brugge                  | –                 | La Louvière       | |                            |
| 16-18 januari 2026 Jan Breydelstadion Brugge Ref.: Toeschouwers:                                         |                              |                   |                   | |                            |
| 23-25 januari 2026 Jan Breydelstadion Brugge Ref.: Toeschouwers:                                         | Club Brugge                  | –                 | Zulte Waregem     | |                            |
| 23-25 januari 2026 Jan Breydelstadion Brugge Ref.: Toeschouwers:                                         |                              |                   |                   | |                            |
| 30 januari - 1 februari 2026 Joseph Marienstadion Vorst Ref.: Toeschouwers:                              | Union Sint-Gillis            | –                 | Club Brugge       | |                            |
| 30 januari - 1 februari 2026 Joseph Marienstadion Vorst Ref.: Toeschouwers:                              |                              |                   |                   | |                            |
| 6-8 februari 2026 Jan Breydelstadion Brugge Ref.: Toeschouwers:                                          | Club Brugge                  | –                 | Standard Luik     | |                            |
| 6-8 februari 2026 Jan Breydelstadion Brugge Ref.: Toeschouwers:                                          |                              |                   |                   | |                            |
| 13-15 februari 2026 Jan Breydelstadion Brugge Ref.: Toeschouwers:                                        | Cercle Brugge                | –                 | Club Brugge       | |                            |
| 13-15 februari 2026 Jan Breydelstadion Brugge Ref.: Toeschouwers:                                        |                              |                   |                   | |                            |
| 20-22 februari 2026 Jan Breydelstadion Brugge Ref.: Toeschouwers:                                        | Club Brugge                  | –                 | OH Leuven         | |                            |
| 20-22 februari 2026 Jan Breydelstadion Brugge Ref.: Toeschouwers:                                        |                              |                   |                   | |                            |
| 27 februari - 1 maart 2026 Stade du Pays de Charleroi Charleroi Ref.: Toeschouwers:                      | Charleroi                    | –                 | Club Brugge       | |                            |
| 27 februari - 1 maart 2026 Stade du Pays de Charleroi Charleroi Ref.: Toeschouwers:                      |                              |                   |                   | |                            |
| 6-8 maart 2026 Jan Breydelstadion Brugge Ref.: Toeschouwers:                                             | Club Brugge                  | –                 | Anderlecht        | |                            |
| 6-8 maart 2026 Jan Breydelstadion Brugge Ref.: Toeschouwers:                                             |                              |                   |                   | |                            |
| 13-15 maart 2026 't Kuipje Westerlo Ref.: Toeschouwers:                                                  | Westerlo                     | –                 | Club Brugge       | |                            |
| 13-15 maart 2026 't Kuipje Westerlo Ref.: Toeschouwers:                                                  |                              |                   |                   | |                            |
| 20-22 maart 2026 Jan Breydelstadion Brugge Ref.: Toeschouwers:                                           | Club Brugge                  | –                 | KV Mechelen       | |                            |
| 20-22 maart 2026 Jan Breydelstadion Brugge Ref.: Toeschouwers:                                           |                              |                   |                   | |                            |

(1): Deze wedstrijd stond oorspronkelijk gepland op 23 augustus, maar werd uitgesteld omwille van de kwalificatiewedstrijd van Club Brugge voor de Champions League op 19 augustus.

#### Overzicht
| Speeldag  | 1 | 2 | 3 | 4 | 5 | 6 | 7 | 8 | 9 | 10 | 11 | 12 | 13 | 14 | 15 | 16 | 17 | 18 | 19 | 20 | 21 | 22 | 23 | 24 | 25 | 26 | 27 | 28 | 29 | 30 |
| --------- | - | - | - | - | - | - | - | - | - | -- | -- | -- | -- | -- | -- | -- | -- | -- | -- | -- | -- | -- | -- | -- | -- | -- | -- | -- | -- | -- |
| Resultaat | w | v | w | w |   |   |   |   |   |    |    |    |    |    |    |    |    |    |    |    |    |    |    |    |    |    |    |    |    |    |
| Punten    | 3 | 3 | 6 | 9 |   |   |   |   |   |    |    |    |    |    |    |    |    |    |    |    |    |    |    |    |    |    |    |    |    |    |
| Positie   | 4 | 6 | 6 | 4 |   |   |   |   |   |    |    |    |    |    |    |    |    |    |    |    |    |    |    |    |    |    |    |    |    |    |

## Europees

### UEFA Champions League

#### Voorrondes
| UEFA Champions League                                                                     |                                  |                               |                                    | |              |
| Wedstrijddetails                                                                          | Thuisploeg                       | Uitslag                       | Uitploeg                           | Opstelling | Kaarten      |
| Derde voorronde                                                                           |                                  |                               |                                    | |              |
| 6 augustus 2025 19:00 Red Bull Arena Salzburg Ref.: Srđan Jovanović Toeschouwers: 12.782  | Red Bull Salzburg                | 0 – 1                         | Club Brugge                        | Mignolet Seys (76' Siquet), Spileers, Mechele, Meijer (88' Romero) Onyedika, Reis (76' Stanković), Vanaken Vetlesen (89' Forbs), Vermant (90+2' Tresoldi), Tzolis | 52' Onyedika |
| 6 augustus 2025 19:00 Red Bull Arena Salzburg Ref.: Srđan Jovanović Toeschouwers: 12.782  |                                  | 0 – 1                         | 75' Vermant                        | Mignolet Seys (76' Siquet), Spileers, Mechele, Meijer (88' Romero) Onyedika, Reis (76' Stanković), Vanaken Vetlesen (89' Forbs), Vermant (90+2' Tresoldi), Tzolis | 52' Onyedika |
| 12 augustus 2025 19:30 Jan Breydelstadion Brugge Ref.: Irfan Peljto Toeschouwers: 23.736  | Club Brugge                      | 3 – 2 (4 – 2)                 | Red Bull Salzburg                  | Mignolet Seys, Spileers, Mechele, Meijer (46' Sabbe) Onyedika (90+6' Romero), Reis (68' Stanković), Vanaken Forbs (88' Siquet), Vermant (68' Tresoldi), Tzolis    | 81' Spileers |
| 12 augustus 2025 19:30 Jan Breydelstadion Brugge Ref.: Irfan Peljto Toeschouwers: 23.736  | Seys 61' Forbs 83' Vanaken 90+4' | 0 – 1 0 – 2 1 – 2 2 – 2 3 – 2 | 18' Rasmussen 42' Baidoo           | Mignolet Seys, Spileers, Mechele, Meijer (46' Sabbe) Onyedika (90+6' Romero), Reis (68' Stanković), Vanaken Forbs (88' Siquet), Vermant (68' Tresoldi), Tzolis    | 81' Spileers |
| Play-offronde                                                                             |                                  |                               |                                    | |              |
| 19 augustus 2025 21:00 Ibrox Stadium Glasgow Ref.: François Letexier Toeschouwers: 43.731 | Rangers FC                       | 1 – 3                         | Club Brugge                        | Mignolet Sabbe (73' Meijer), Spileers, Mechele, Seys Onyedika (89' Diakhon), Stanković (85' Reis), Vanaken Forbs (73' Vetlesen), Vermant (46' Tresoldi), Tzolis   | 52' Sabbe    |
| 19 augustus 2025 21:00 Ibrox Stadium Glasgow Ref.: François Letexier Toeschouwers: 43.731 | Danilo 50'                       | 0 – 1 0 – 2 0 – 3 1 – 3       | 3' Vermant 7' Spileers 20' Mechele | Mignolet Sabbe (73' Meijer), Spileers, Mechele, Seys Onyedika (89' Diakhon), Stanković (85' Reis), Vanaken Forbs (73' Vetlesen), Vermant (46' Tresoldi), Tzolis   | 52' Sabbe    |
| 27 augustus 2025 21:00 Jan Breydelstadion Brugge Ref.: Toeschouwers:                      | Club Brugge                      | – ( – )                       | Rangers FC                         | |              |
| 27 augustus 2025 21:00 Jan Breydelstadion Brugge Ref.: Toeschouwers:                      |                                  |                               |                                    | |              |